# Кортабаррия, Инаксио
Инаксио Кортабаррия Абарратеги (исп. Inaxio Kortabarria Abarrategi род. 31 июля 1950, Мондрагон, Страна Басков) — испанский футболист, игрок сборной Испании.

## Карьера
Кортабаррия родился в Мондрагоне. В течение своей карьеры он выступал исключительно за ФК «Реал Сосьедад», дебютировав в первой команде и Ла Лиге 19 сентября 1971 года против «Депортиво де Ла-Корунья», и завершив свой первый сезон 14 матчами.
С тех пор Кортабаррия редко пропускал игры, сыграв 30 и 31 матч соответственно, когда баски выиграли две лиги подряд (при этом он забил пять и шесть мячей, что стало рекордом его карьеры). В последнем туре сезона 1980-81 он открыл счет с пенальти, когда "Реал" сыграл вничью 2:2 с ФК «Спортингом де Хихон» и в итоге опередил "Реал Мадрид" по разнице мячей.
Уступив свое место более молодым Агустину Гахате, Альберто Горрису и Хуану Антонио Ларраньяге, воспитанникам молодежной академии клуба, Кортабаррия решил уйти на пенсию в конце 1984-85 годов в возрасте 35 лет. За "Реал Сосьедад" он провел 442 матча во всех соревнованиях, став восьмым по этому показателю за историю клуба.
Менее чем за год Кортабаррия провел 4 матча за сборную Испании. Его дебют состоялся 22 мая 1976 года в матче отборочного этапа Евро-1976 в ФРГ.

## Достижения
- Обладатель суперкубка Испании: 1982